# Volksgesetzgebung
Der Begriff Volksgesetzgebung bezeichnet vor allem in Deutschland und Österreich ein Gesetzgebungsverfahren mit dem Gesetze in direktdemokratischer Weise, also unmittelbar durch das Stimmvolk erlassen, geändert oder aufgehoben werden. Neben diesem Weg der Gesetzgebung besteht in aller Regel (jedoch nicht zwingend) auch ein Gesetzgebungsprozess durch eine gewählte Vertretung. In der Schweiz ist die Rede von der Volksgesetzgebung unüblich, hier wird zumeist vom Volksrecht gesprochen.
Die Volksgesetzgebung ist üblicherweise in ihren Grundzügen in der Verfassung verankert und wird durch einschlägige Gesetze und Rechtsverordnungen im Einzelnen geregelt.

## Deutschsprachige Länder

### Deutschland
Die Bundesrepublik Deutschland ist eine föderal aufgebaute, parlamentarische Demokratie mit starken repräsentativen Elementen.
Die Volksgesetzgebung ist auf Bundesebene als Möglichkeit im Grundgesetz, der Verfassung der Bundesrepublik Deutschland angelegt, wurde jedoch nie durch ausdrückliche Artikel zur Volksgesetzgebung verwirklicht. So heißt es in Art. 20 Abs. 2 des Grundgesetzes (GG): „Alle Staatsgewalt geht vom Volke aus. Sie wird vom Volk in Wahlen und Abstimmungen […] ausgeübt.“ Da sich Wahlen stets auf Personen und Abstimmungen stets auf Sachfragen beziehen, ist eine Volksgesetzgebung somit prinzipiell vom Grundgesetz abgedeckt. In Art. 76 GG hingegen wird das Gesetzgebungsverfahren dargelegt, ohne dass das Volk dort erwähnt wird. Das Bundesverfassungsgericht sowie die überwiegende Zahl der Staatsrechtler interpretiert dies derart, dass eine Volksgesetzgebung auf Bundesebene eingeführt werden kann, allerdings erst nach Ergänzung des Art. 76 GG um entsprechende Formulierungen. In den Jahren 2002, 2006 und 2010 kam es im Deutschen Bundestag zu Initiativen, das Grundgesetz entsprechend zu ändern, die jedoch stets an der Sperrminorität der CDU scheiterten.
Auf der Ebene der ebenfalls repräsentativ verfassten Länder ist die Volksgesetzgebung seit 1996 in allen 16 Bundesländern eingeführt. Einige westdeutsche Länder (z. B. Bayern und Hessen) hatten die Volksgesetzgebung bereits bei ihrer Gründung vorgesehen. Gleiches trifft auch auf alle in den 1990er Jahren entstandenen ostdeutschen Länder zu. Im Zuge dessen ergab sich eine bundesweit geführte Debatte über den Stellenwert einer Volksgesetzgebung auf Länderebene, die schrittweise zu entsprechenden Verfassungsänderungen und auch Ausweitungen direktdemokratischer Recht in allen Bundesländern führte (beispielsweise Schleswig-Holstein 1990, Niedersachsen 1993, Hamburg 1996 und weitere). in einigen Bundesländern (beispielsweise Hessen, Bayern) müssen alle Verfassungsänderungen zwingend dem Stimmvolk in einem obligatorischen Referendum vorgelegt werden. Im Land Berlin betrifft dies nur einige Artikel der Landesverfassung, die meisten Bundesländer kennen das Instrument hingegen nicht. Einzig im Land Hamburg gibt es zudem das fakultative Referendum, mit dem das Stimmvolk einen verbindlichen Volksentscheid über ein vom Parlament beschlossenes Gesetz herbeiführen kann.
Von den Referenden abgesehen, sind Volksgesetzgebungsverfahren in Deutschland immer dreistufig ausgestaltet: In der ersten Stufe (je nach Land bezeichnet als  Volksinitiative, Antrag auf ein Volksbegehren, Volksantrag oder Bürgerantrag) wird eine gesetzesinitiative in das Parlament eingebracht. Wenn das Parlament die Initiative nicht übernimmt, kann die Gesetzesinitiative in einer zweiten Stufe (einheitlich in allen Ländern: Volksbegehren) erneut eingebracht werden. Verweigert das Parlament auch diesmal die Übernahme, folgt die dritte Stufe (Volksentscheid, nur in Baden-Württemberg Volksabstimmung), bei der der Gesetzentwurf dem Stimmvolk zur Beschlussfassung vorgelegt wird. In vielen deutschen Ländern (jedoch nicht in Bayern, Hessen und Sachsen) gelten für Volksentscheide Abstimmungsquoren. Ein auf dem Weg der Volksgesetzgebung angenommenes Gesetz hat in Deutschland den exakt gleichen Stellenwert wie ein vom Parlament beschlossenes Gesetz. Weder haben solche Gesetze „mehr Gewicht“, noch genießen sie einen besonderen Schutz vor Änderung durch das Parlament.

### Liechtenstein
Das Fürstentum Liechtenstein ist eine konstitutionelle Monarchie mit demokratisch-parlamentarischer Grundlage in der die Souveränität zwischen dem Fürst und dem Stimmvolk geteilt ist. Neben dem gewählten Landtag gibt es stark ausgebaute Volksrechte.
Liechtenstein kennt die Volksinitiative und Volksabstimmung, die sich in der Ausgestaltung eng an die Schweiz anlehnt. Das Stimmvolk kann mit der Initiative einen Gesetzesvorschlag in den Landtag einbringen. Wird dieser dort nicht übernommen, kommt es zur verbindlichen Volksabstimmung. Daneben kann das Stimmvolk mittels eines fakultativen Referendums eine verbindliche Volksabstimmung über ein vom Landtag beschlossenes Gesetz herbeiführen. Zuletzt müssen alle Verfassungsänderungen dem Stimmvolk in einem obligatorischen Referendum zur verbindlichen Abstimmung vorgelegt werden.

### Luxemburg
Das Großherzogtum Luxemburg ist eine konstitutionelle Monarchie mit starker parlamentarischer Ausrichtung. Luxemburg kennt keine Volksgesetzgebung. Einzig bei einer Änderung der Verfassung kann das Parlament ein Referendum über den Verfassungsentwurf beschließen. Dies ist in der Geschichte Luxemburgs bislang nur viermal geschehen (1919, 1937, 2005 und 2015).

### Österreich
Die Republik Österreich ist eine föderal aufgebaute, halbpräsidentielle Demokratie mit starken repräsentativen Elementen.
Auf der Ebene des Bundes kennt Österreich keinen durchgängige Volksgesetzgebung. So kann das Stimmvolk entweder mittels eines Volksbegehrens dem Nationalrat eine Initiative zur Behandlung vorlegen, ohne dass dies jedoch in eine Beschlussfassung durch das Volk münden kann. Oder der Nationalrat kann dem Stimmvolk mittels einer Volksabstimmung ein Gesetz zur verbindlichen Entscheidung vorlegen, das Volk selbst kann diese jedoch nicht herbeiführen. Ebenso kennt Österreich die Volksbefragung, die ebenfalls vom Nationalrat angestoißen wird, jedoch nicht zu einem verbindlichen Beschluss durch das Stimmvolk führt.
Auf der Ebene der neun Länder ist die Volksgesetzgebung mit den gleichen Instrumenten wie auf Bundesebene, jedoch in unterschiedlicher Weise ausgestaltet. Ausschließlich in Vorarlberg gibt es eine durchgängige Volksgesetzgebung, bei der mit einem Volksbegehren eine verbindliche Volksabstimmung herbeigeführt werden kann. In den Ländern Kärnten, Steiermark und Tirol ist dies nur möglich, wenn der Landtag dem zustimmt. In allen anderen Bundesländern führen Volksbegehren nur zur Einbringung einer Gesetzesinitiative in das Parlament und können Volksabstimmungen allein vom Landtag selbst angesetzt werden.

### Schweiz
Die Bezeichnung Volksgesetzgebung ist in der Schweiz nicht gebräuchlich. Als halbdirekte Demokratie enthält das politische System der Schweiz zahlreiche Elemente der direkten Demokratie, wodurch eine klare definitorische Abgrenzung des Gesetzgebungsverfahrens zwischen Parlament und Stimmvolk kaum möglich ist. In der Schweiz wird daher eher allgemein von politischen Rechten oder Volksrechten gesprochen.
Zu den wesentlichen Elementen der unmittelbaren Gesetzgebung durch das Stimmvolk gehören:
- Es gibt die Volksinitiative, bei der eine bestimmte Anzahl Stimmbürger (auf Bundesebene sind es 100'000) direkt eine Abstimmung über eine konkrete Verfassungsänderung verlangen kann, die dann noch umgesetzt wird.
- Vom Parlament beschlossene Verfassungsänderungen unterstehen dem obligatorischen Referendum – ohne Zustimmung der zwei Mehrheiten von Volk und Kantonen (so genanntes Ständemehr) können sie nicht in Kraft treten.
- Bei einem fakultativen Referendum werden Unterschriften gegen ein vom Parlament beschlossenes Gesetz gesammelt. Wird die Unterschriftenhürde genommen, kommt es ohne eigene Vorlage aus dem Volk zu einer gesamtschweizerischen Volksabstimmung über dieses Gesetz.

## Europäische Union
Mit der Europäischen Bürgerinitiative (EBI) kann man in der Europäischen Union die EU-Kommission dazu auffordern, dem Parlament einen Gesetzesvorschlag vorzulegen. Das Quorum beträgt 1.000.000 EU-Bürger und eine Mindestquorum in mindestens 7 der 28 Staaten. Allerdings kann die Kommission auch auf andere Maßnahmen verweisen, oder das Anliegen der EBI abweisen, und eine Möglichkeit über den Vorschlag in einer EU-weiten Volksabstimmung abzustimmen besteht ebenfalls nicht.